# Parco nazionale di Sidi Toui
Il parco nazionale di Sidi Toui (in arabo المحمية الوطنية بسيدي الطوي) è un parco nazionale situato nel sud della Tunisia, 20 km dal confine con la Libia e circa 50 km a sud di Ben Gardane. Da quando è stato istituito, nel 1991, le comunità animali e vegetali ivi presenti si sono completamente riprese.

## Geografia

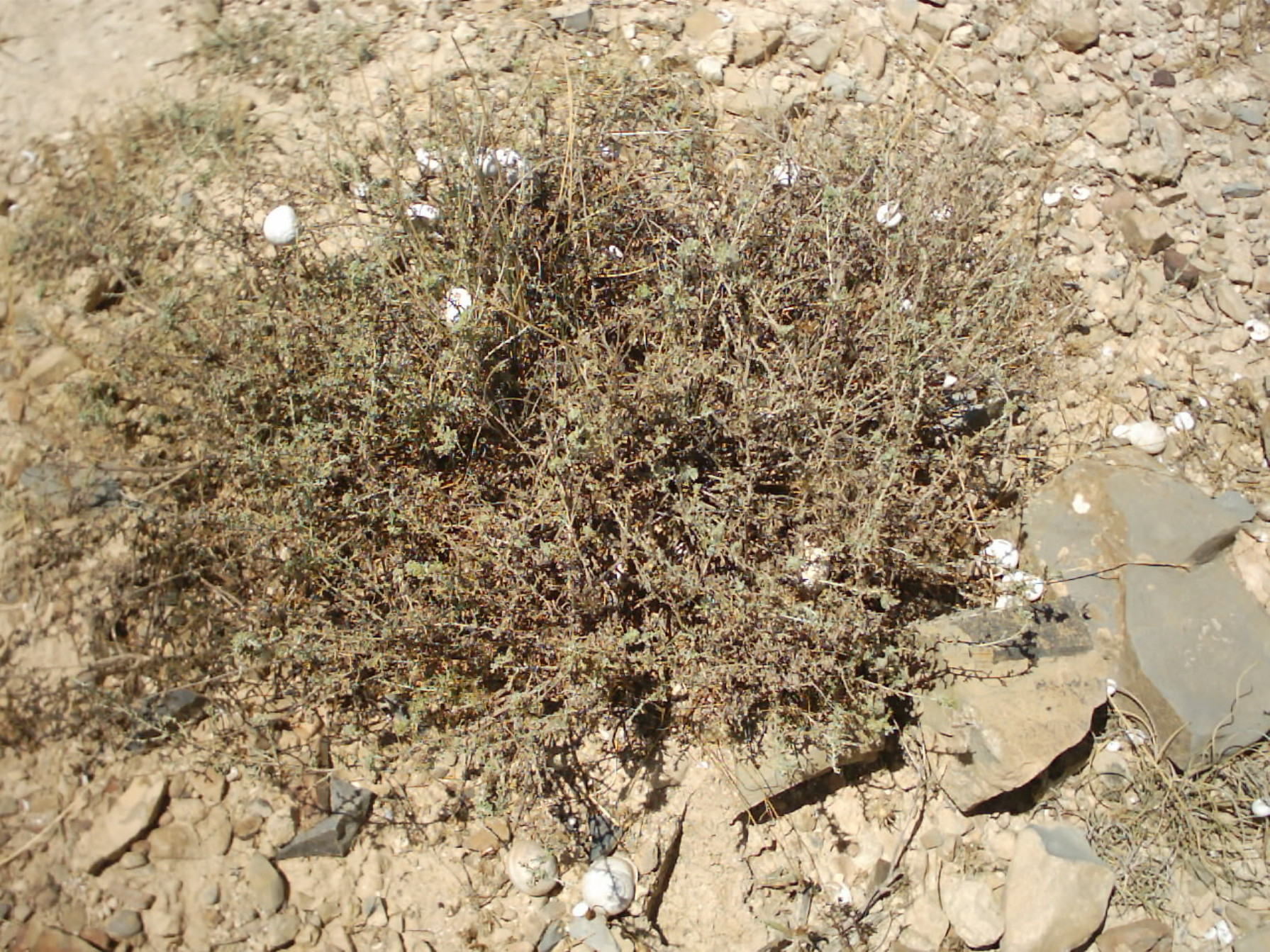
Artemisia bianca.

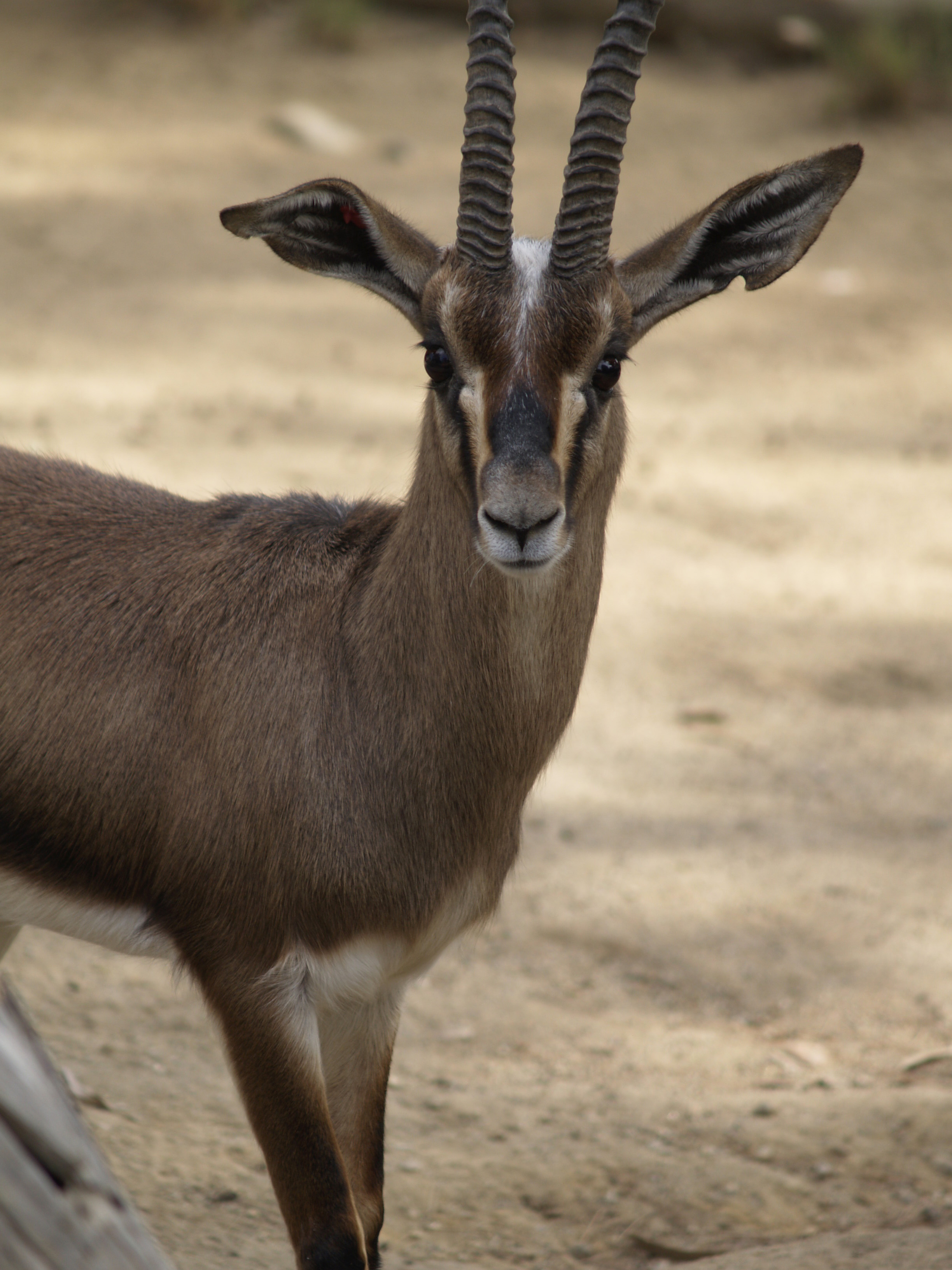
La gazzella di Cuvier può pesare fino a 35 kg e raggiungere i 70 cm di altezza al garrese.

L'area protetta copre una superficie di 6315 ettari ed è circondata dalle sabbie del Sahara. Le precipitazioni annuali sono comprese tra 100 e 150 mm; le temperature minime scendono a 5 °C, le massime salgono a 38 °C, ma talvolta possono spingersi anche a 50 °C. Non c'è alcuna sorgente idrica nella zona, a parte una singola pozza d'acqua dove si riuniscono gli uccelli.
Gran parte dell'area è ricoperta da steppa e da dune di sabbia; la montagna più alta, il Djebel Sidi Toui, si erge ad un'altezza di 172 m sul livello del mare.

## Flora e fauna
L'artemisia bianca (Artemisia herba-alba) è la specie vegetale più comune nella regione arida; a questa si unisce il Rhanterium, che come l'assenzio appartiene alla famiglia delle margherite (Asteracee). Quest'ultimo cresce anche sul versante rivolto a nord del Djebel Sidi Toui, dove crescono anche l'Haloxylon scoparium (in francese saligne à balai) e il coloquintide.
La fauna del parco comprende specie che godono di protezione totale, come l'orice, lo sciacallo dorato (Canis aureus), la volpe di Rüppell, il gatto selvatico africano e il fennec. Sono presenti anche rettili come l'uromastice, il camaleonte mediterraneo e vari serpenti, nonché il varano del deserto, l'agama e il geco comune (Tarentola mauritanica). Il parco nazionale è una delle 13 aree della Tunisia in cui sono presenti delle antilopi.
Alcuni uccelli migratori provenienti dalle isole Kneiss, a sud-est di Sfax, giungono qui per fare una sosta, ma vi si trovano anche alcune specie residenti, come l'ubara africana, la pernice sarda, le granduli, il corvo imperiale comune e il corrione biondo.
Tra i ragni ricordiamo l'Argiope lobata del genere Argiope, ragno tessitore appartenente alla famiglia degli Araneidi, l'Eusparassus dufouri (in francese araignée du désert) o la velenosa vedova bianca.

## Storia
In passato la regione nella quale sorge oggi il parco era visitata da struzzi e da alcelafi; questi ultimi vivevano ancora nel 1912 tra Dehiba e l'Hamada el-Hamra in Libia. Entrambe le specie sono considerate attualmente estinte in Tunisia. La sottospecie di alcelafo denominata alcelafo del Nordafrica (Alcelaphus buselaphus buselaphus) scomparve a causa della caccia intensiva intorno al 1900; il programma di reintroduzione di esemplari appartenenti alla sottospecie Alcelaphus buselaphus major non è stato ancora effettuato. Sette zoo europei hanno accettato di reintrodurre alcune gazzelle di loro proprietà nel parco nazionale, così come in altri due parchi di Mali e Niger. La gazzella di Cuvier (Gazella cuvieri) è ancora presente in quattro aree della Tunisia, compreso il parco di Sidi Toui. Nel 1999 furono liberate qui 10 o 14 orici dalle corna a sciabola (Oryx dammah). Intorno al 2000 vivevano nel parco 30 gazzelle dorcadi (Gazella dorcas), oltre ad alcuni esemplari registrati al di fuori dell'area protetta.
Gli unici visitatori umani del parco sono i pochi pellegrini che si recano alle tombe di alcuni marabutti.